# Финиксвилл (Пенсильвания)
Фи́никсвилл (англ. Phoenixville) — боро в округе Честер штата Пенсильвания, США в 45 км от Филадельфии. Население по данным на 2010 год 16 440 человек.

## История
В 1732 году появилось поселение, которое в 1849 году преобразовалось в город. Первоначально город назывался Манавон (англ. Manavon). В зените своего рассвета в начале 20 века он являлся важным производственным центром, с богатыми месторождениями железа, предприятиями изготавливающими сталь и паровые котлы, также в городе имелись шёлковая мануфактура, фабрики по производству нижнего белья и чулок, спичечная фабрика и известная гончарная мастерская этрусской майолики, которая в настоящее время очень ценится в среде коллекционеров.

Как и многие другие города США, Финиксвилл развивался именно благодаря своей приближённости к морским путям. Он не только располагается на берегах реки Скукл, судоходный водный путь которой шикоро использовался индейцами и первыми поселенцами, но также разделён рекой Фрэнч Крик, сильное течение которой обусловило строительство местной гидроэлектростанции.

## История появления названия боро
Первый завод по производству гвоздей в США, Фрэнч Криик Нэйл Воркс (англ. French Creek Nail Works), был образован в Финиксвилле (тогда Манавоне) в 1790 году. В 1813 году, строитель мостов Льюис Вернваг, стал его совладельцем и переименовал завод в Феникс Айрон Воркс (англ. Phoenix Iron Works). В 1840 году новый владелец приобрёл для завода доменную печь. В 1855 году новые владельцы переименовали компанию в Финикс Айрон (англ. Phoenix Iron Co).
Когда в 1849 году на месте поселения был создан город, он перенял название своего градообразующего предприятия.
После многочисленных смен владельцев, завод был закрыт в 1949 году, и впоследствии приобретён Корпорацией Бариум Стил и переименован в Феникс Айрон и Стил Компани, позже Финикс Стил Корпорейшн. Завод был окончательно закрыт в 1987 году.

## Культура
В 2010 году журнал «Филадельфия» назвал Финиксвилл одним из «10 Потрясающих Мест для Жизни» (англ. 10 Awesome Neighborhoods To Call Home).

### Учреждения культуры
В Финиксвилле располагается Колониальный кинотеатр, который был основан в 1903 году. Первоначально его сцена использовалась для спектаклей-водевилей и других театральных представлений. В 1975 году там был установлен орган, который впоследствии был продан. Сейчас кинотеатр находится под управлением некоммерческой организации Ассоциация Колониального Театра (англ. Association for the Colonial Theatre), которая вновь открыла его для публики в 1999 году. В кинотеатре показывают независимое кино и классические киноленты, а также устраиваются сеансы для детей.

В городе имеется публичная библиотека, которая была основана в 1896 году. Здание, в котором она располагается в настоящее время, было построено на деньги американского филантропа Эндрю Карнеги в 1901 по просьбе директора местной школы. В 1978 году она присоединилась к Системе Библиотек Округа Честер, в которую входит 17 учреждений. На базе библиотеки действуют многочисленные кружки и собираются группы по интересам для взрослых и детей.

### Культурные мероприятия
Начиная с 2000 года в Финиксвилле проводится ежегодный фестиваль Блобфест (англ. Blobfest). В 1958 году в местном кинотеатре и городских окрестностях был снят фильм ужасов Капля, который лёг в основу праздника. Каждый год происходит реконструкция сцены, в которой зретели крича выбегают из кинотеатра, атакуемые желеобразной массой (Каплей).
С 2004 года в Финиксвилле каждую первую пятницу месяца проводятся праздничные мероприятия. Их организуют владельцы местных ресторанов, магазинов и активисты города. Представления включают в себя выступления артистов, музыкантов и уличные концерты.

## Административное управление
Во главе города Финиксвилл находится мэр, который управляет им совместно с восемью членами Городского Совета, по два члена от каждого административного района города: Центрального, Восточного, Северного и Западного. В каждом районе города располагаются по три избирательных участка.

Финиксвилл относится к Шестому Избирательному Округу по выборам в Палату представителей Конгресса США.

## Климат
Финиксвилл располагается в координатах 40°07′51″ с. ш. 75°31′09″ з. д..
В соответствии с данными Бюро переписи населения США, город располагается на территории площадью 9,8 км², из которой 0,52 км² занимают водоёмы (4,27 %). Средняя температура зимой: +1 °C, средняя летняя температура: +23 °C.
В 1936 году в Финиксвилле была зарегистрирована рекордно высокая температура для Пенсильвании: +43,9 °C.

## Население
| Год  | Население | Изменение, % |
| ---- | --------- | ------------ |
| 1930 | 12.029    | -            |
| 1940 | 12.282    | 2,1          |
| 1950 | 12,932    | 5,3          |
| 1960 | 13,797    | 6,7          |
| 1970 | 14,823    | 7,4          |
| 1980 | 14,165    | -4,4         |
| 1990 | 15,066    | 6,4          |
| 2000 | 14,788    | -1,8         |
| 2010 | 16,440    | 11,2         |

## Религия
В Финиксвилле располагаются 34 различных религиозных учреждения.

58,4 % населения — католики, 7,3 % — прихожане Единой методистской церкви, 6,7 % — пресвитериане, 4,5 % — прихожане Евангелической лютеранской церкви, 3,4 % — прихожане епископальной церкви, 2,7 % — баптисты, 2,4 % — мусульмане, 1,9 % — прихожане Объединённой церкви Христа, 1,2 % — квакеры и 11,5 % исповедуют другие религии.

## Известные люди
- Терри Гилкисон — композитор, писал музыку к диснеевским мультфильмам.
- Рич Крайнак — бывший полузащитник команды Филадельфия Иглз.
- Джон-Пол Лавозиер — актёр, известный по роли в сериале Одна жизнь, чтобы жить.
- Нил Олькевич — бывший полузащитник Вашингтон Редскинз.
- Джон Смайли — бывший игрок американской бейсбольной лиги.
- Андре Торнтон — бывший игрок американской бейсбольной лиги.
- Дэвид Уайт — актёр.
- Уильям Джордж Вилсон — спортивный телеоператор.
- Кевин Неганди — спортивный аналитик канала ESPN